# Youssef Rabeh
Youssef Rabeh (Rabat, 13 april 1985) is een Marokkaans voormalig voetballer die als verdediger speelde.
Hij kwam onder meer uit voor Levski Sofia, Anzji Machatsjkala, Moghreb Athletic Tétouan en Wydad Casablanca. Met Levski werd hij Bulgaars kampioen en met Wydad werd hij Marokkaans kampioen en won hij de CAF Champions League in 2017. Ook kwam hij vijf keer uit voor het Marokkaans voetbalelftal.